# Diocesi di Amadassa
La diocesi di Amadassa (in latino: Dioecesis Amadassena) è una sede soppressa del patriarcato di Costantinopoli e una sede titolare della Chiesa cattolica.

## Storia
Amadassa, nell'odierna Turchia, è un'antica sede episcopale della provincia romana della Frigia Salutare nella diocesi civile di Asia. Faceva parte del patriarcato di Costantinopoli ed era suffraganea dell'arcidiocesi di Sinnada.
Sono solo due i vescovi noti di questa diocesi: Paolo era assente al concilio di Calcedonia nel 451 e al suo posto sottoscrisse la formula di fede il metropolita Mariniano di Sinnada; e Leonzio, che assistette al concilio ecumenico del 553. La sede non appare in nessuna delle Notitiae Episcopatuum del patriarcato di Costantinopoli, indizio che, almeno dalla metà del VII secolo, la diocesi era stata soppressa o accorpata a qualche altra diocesi vicina, oppure aveva cambiato nome.
Dal 1933 Amadassa è annoverata tra le sedi vescovili titolari della Chiesa cattolica; la sede è vacante dal 15 marzo 1970.

## Cronotassi

### Vescovi greci
- Paolo † (menzionato nel 451)
- Leonzio † (menzionato nel 553)

### Vescovi titolari
- Francis Tiburtius Roche, S.I. † (26 luglio 1953 - 17 dicembre 1955 deceduto)
- François-Xavier Lacoursière, M.Afr. † (20 aprile 1956 - 15 marzo 1970 deceduto)